# East Palace, West Palace
East Palace, West Palace (Originaltitel: chinesisch 東宮西宮 / 东宫西宫, Pinyin Dōnggōng Xīgōng – „Östlicher Palast, westlicher Palast“) ist der neunte Film des chinesischen Regisseurs sechster Generation Zhang Yuan. Zum Zeitpunkt seiner Produktion im Jahr 1996, war es der erste Film aus der Volksrepublik China mit explizit homosexueller Thematik. Von den chinesischen Zensoren wurde die Aufführung des Films in China verboten und die Filmrollen mussten außer Landes geschmuggelt werden, um in Frankreich die Post-Production beenden zu können. Dem Regisseur Zhang Yuan wurde der Pass entzogen, so dass er bei der Premiere des Films im Rahmen der Internationalen Filmfestspiele von Cannes nicht anwesend sein konnte. Erst nach acht Monaten des Ausreiseverbots und der Beteuerung Zhang Yuans, in Zukunft mit der chinesischen Filmbehörde zu kooperieren, erhielt er seinen Pass zurück. Innerhalb der Volksrepublik China ist der Film bis heute nicht veröffentlicht worden, jedoch ist er auf der Videoplattform Tudou zugänglich.

## Handlung
Als East Palace, West Palace bezeichnen die Homosexuellen Pekings einen ihrer wenigen Treffpunkte, die östlich und westlich vom Tian’anmen-Platz im Park der Verbotenen Stadt gelegenen öffentlichen Toiletten. Die Polizei führt dort allabendlich Razzien durch, bei denen sie die Homosexuellen beim Cruising aufspürt, sie erniedrigt oder dazu zwingt, sich selbst zu erniedrigen.
Eines Abends erwischt der Polizist Shi Xiaohua dort den jungen Schriftsteller A-Lan beim Cruising. Der zeigt sich nicht reumütig, wie es üblich ist. Stattdessen stellt er provokant seine Homosexualität zur Schau, indem er den Polizisten auf die Wange küsst, bevor er vor ihm flieht. Wenige Tage danach erhält Shi ein Buch mit einer Widmung, und ihm ist klar, wer es ihm geschickt hat. Einige Nächte später begegnen sich die beiden erneut. Dieses Mal nimmt der Polizist A-Lan mit auf die Wache, um ihn einem Verhör zu unterziehen, das die ganze Nacht dauern wird. Schnell zeigt sich, dass mehr als bloßer Ermittlungseifer ihn dazu veranlasste. Bereitwillig erzählt A-Lan Geschichten aus seinem Leben, die als Rückblenden eingeschoben werden. Shi verlangt mehr zu wissen, es wird deutlich, dass ihn eine eigene, unterschwellig homoerotische Neugier treibt, wie ebenso A-Lan offenkundig Gefallen an seinem Peinger findet. So wird das Verhör wird zum sadomasochistischen Kammerspiel um Sexualität und Macht, unterdrücktes Verlangen und die Kunst des Verführens, vergleichbar mit einem Drama Jean Genets. Die anfangs scheinbar festgelegten Machtverhältnisse verschieben sich mit dem Fortschreiten der Handlung zusehends. Liegt die Macht beim Herrschenden oder bei dem, der sich widersetzt – beim Verführer oder bei dem, der widersteht?

## Kritiken
„Mit EAST PALACE, WEST PALACE gibt Zhang Yuan, Protagonist der sechsten Generation des chinesischen Kinos, jener jungen, unabhängigen Regie-Generation nach der Ära der Export-Stars Zhang Yimou und Chen Kaige, auch ein persönliches Bekenntnis ab: das Bekenntnis eines Filmemachers, der sich nicht korrumpieren läßt und sich dennoch untrennbar mit den Machthabern und Kulturfunktionären seines Landes verbunden sieht. A Lans Feindesliebe ist auch die seine: die gefährliche Liaison zwischen Künstler und Zensor.“

„Das kleine sadomasochistische Szenario, das sich zwischen den beiden Männern aufspannt, bietet Raum für Beichte, Geständnis, Redezwang mit Verführungsabsicht. Man merkt freilich Zhangs Erzählung an, daß das Erfahrungen aus zweiter Hand sind, ein langsames, leicht geschmäcklerisches Herantasten an eine Lebenswirklichkeit, die nicht seine eigene ist. Trotz der ständigen Psychologisierung steckt hinter den Figuren keine Geschichte. Die Wirklichkeitsbezüge entfernen sich hinter dem Bühnendekor. Das mag an den prekären Produktionsbedingungen liegen, aber vielleicht auch nur an Zhangs Wunsch, jedes Bild auch in eine persönliche Metapher zu verwandeln. ‚Ich liebe mein Land und ich liebe die Partei, so wie A-Lan diesen Polizisten liebt‘, sagt er in einem Interview. Auch das ist ein Machtspiel, allerdings ein weniger berechenbares als jenes im Film.“

„‚East Palace, West Palace – Verhör im Dunkeln‘ ist ein mit schmalem Budget entstandener chinesischer Underground-Film, dessen internationale Premiere 1997 in Cannes in Abwesenheit des Regisseurs stattfand, der keine Ausreiseerlaubnis erhielt. Das psychologisch nuanciert gestaltete und hervorragend gespielte Zwei-Personen-Kammerspiel ist ein faszinierender fernöstlicher filmnoir abseits des offiziellen Kinos der VR China, nicht nur wegen seiner intensiven Shots von nächtlichen Schwulentreffpunkten und Polizeirazzien, sondern vor allem auch wegen seines Plädoyers für Toleranz und Achtung gegenüber Gefühlen, die nicht unbedingt gesellschaftlichen Normen entsprechen.“

## Auszeichnungen
Mar del Plata Film Festival, Argentinien 1996
- Bester Regisseur: Zhang Yuan
- Bestes Drehbuch: Zhang Yuan, Wang Xiaobo
- Besondere Erwähnung: Zhang Jian (Für seine Kameraarbeit)